# 天鷹座15
天鷹座15，又名BD-04 4684，HD 177463、SAO 142996、HR 7225，是天鷹座的一颗恒星，视星等为5.42，位于銀經30.88，銀緯-4.84，其B1900.0坐标为赤經18h 59m 40.9s，赤緯-4° -4.84′ 49″。